# Takashi Fukunishi
Takashi Fukunishi (jap. 福西 崇史 Fukunishi Takashi; * 1. September 1976 in Ehime) ist ein ehemaliger japanischer Fußballspieler.
Von 1995 bis 2009 spielt er für Júbilo Iwata. In der J-League genoss er ein hohes Ansehen und wurde mehrmals in die beste Elf der Saison gewählt. Er galt als Spezialist für Weitschüsse, was ihn auch zu einem gefährlichen Torschützen machte.
Am 29. Juni 1999 gab der defensive Mittelfeldspieler sein Debüt in der A-Nationalmannschaft Japans gegen Peru. Ab der WM 2002 war er in mehreren Turnieren vertreten. Unter anderem erzielte er das 1:0 (Endstand 3:1) gegen China im Finale der Asienmeisterschaft 2004. Bei der WM 2002 kam er einmal, bei der Weltmeisterschaft 2006 zweimal für sein Land zum Einsatz.

## Statistik
Stationen
- Mittelschule Niihama Kawahigashi
- Technische Oberschule Niihama
- Júbilo Iwata (seit 1995)

Einsätze (Stand 28. August 2006)
- J-League (Japan)

| Einsätze | Tore | Saison    | Verein       |
| -------- | ---- | --------- | ------------ |
| 282      | 50   | 1995–2006 | Júbilo Iwata |

- 64 Einsätze für die japanische Nationalmannschaft (7 Tore)

Titel / Erfolge
- AFC-Champions-League-Sieger 1998
- Japanischer Meister 1997, 1999, 2002
- Japanischer Pokalsieger 2003
- J.League Awards Best Eleven 1999, 2001, 2002, 2003